# Saussurea kingii
Saussurea kingii là một loài thực vật có hoa trong họ Cúc. Loài này được J.R.Drumm. ex C.E.C.Fisch. miêu tả khoa học đầu tiên năm 1937.